# Sukumo
Sukumo (宿毛市 -shi) é uma cidade japonesa localizada na província de Kochi.
Em 2003 a cidade tinha uma população estimada em 25 484 habitantes e uma densidade populacional de 89,21 h/km². Tem uma área total de 285,65 km².
Recebeu o estatuto de cidade a 31 de Março de 1954.